# Washington Heights (New York City)

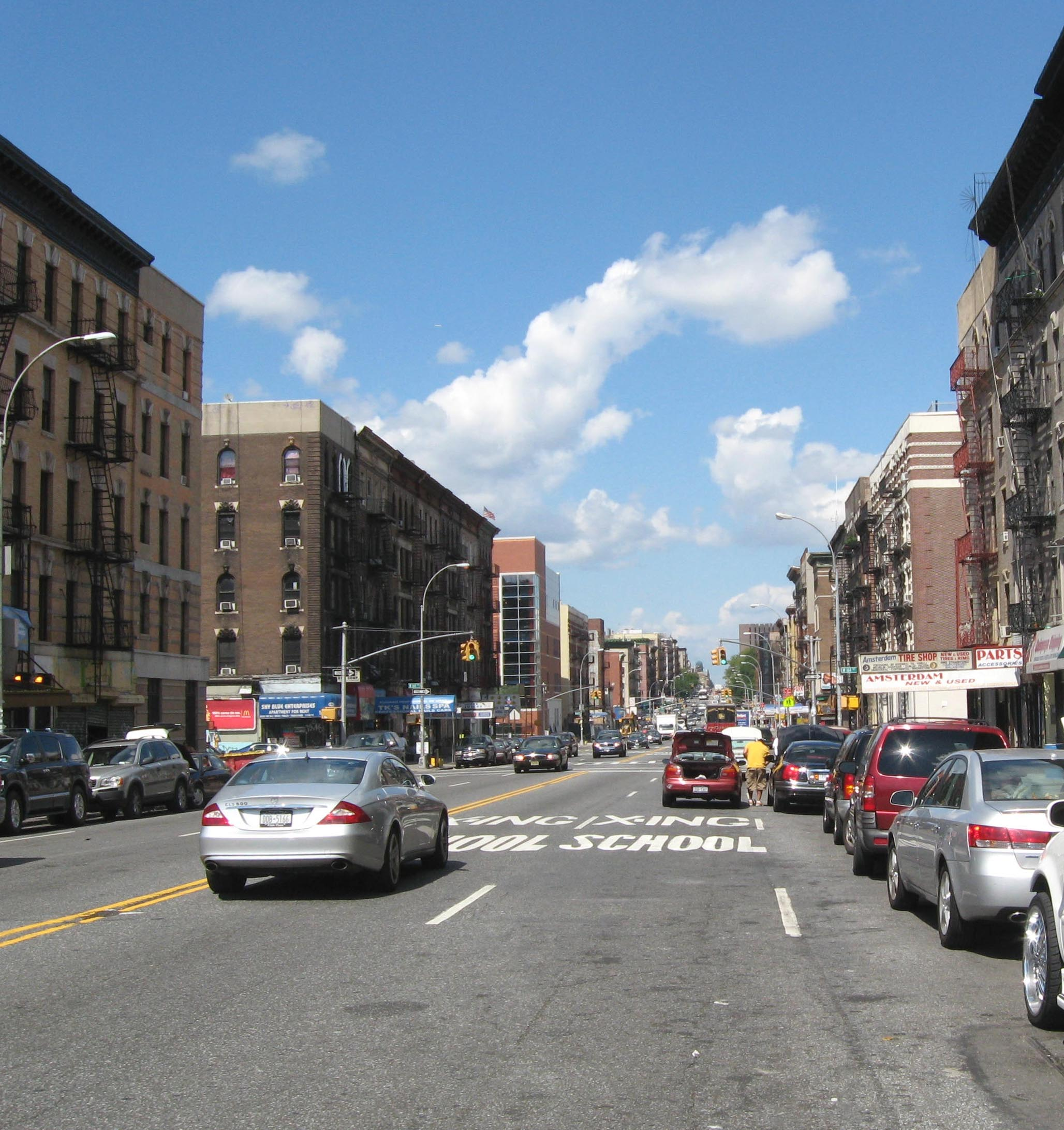
Amsterdam Avenue, Blick nach Norden von der 164th Street.

Washington Heights ist ein Stadtteil im Stadtbezirk Manhattan in New York City, USA. In Washington Heights liegen die höchsten Erhebungen des Stadtbezirks und er ist ein dichtbesiedelter, insbesondere von Hispanics bewohnter Stadtteil.
Im Jahr 2020 hatte Washington Heights laut United States Census 151.128 Einwohner. Es ist Teil des Manhattan Community Districts 12 und gehört zum 33. und 34. Bezirk des New Yorker Polizeidepartements. Die Postleitzahlen (ZIP Codes) sind 10032, 10033 und 10040. Kommunalpolitisch wird es vom 7. und 10. Bezirk des New York City Council vertreten.

## Lage
Washington Heights liegt in Upper Manhattan im Norden der Insel Manhattan. Der Stadtteil wird von der Dyckman Street im Norden, dem Harlem River im Osten, der 155th Street im Süden und dem Hudson River im Westen begrenzt. Benachbarte Stadtteile sind Inwood im Norden und Harlem (Viertel Sugar Hill) im Süden. Auf Höhe der 179th Street führt der Highway Interstate 95 über die George Washington Bridge und den Hudson nach Fort Lee in New Jersey.

## Beschreibung

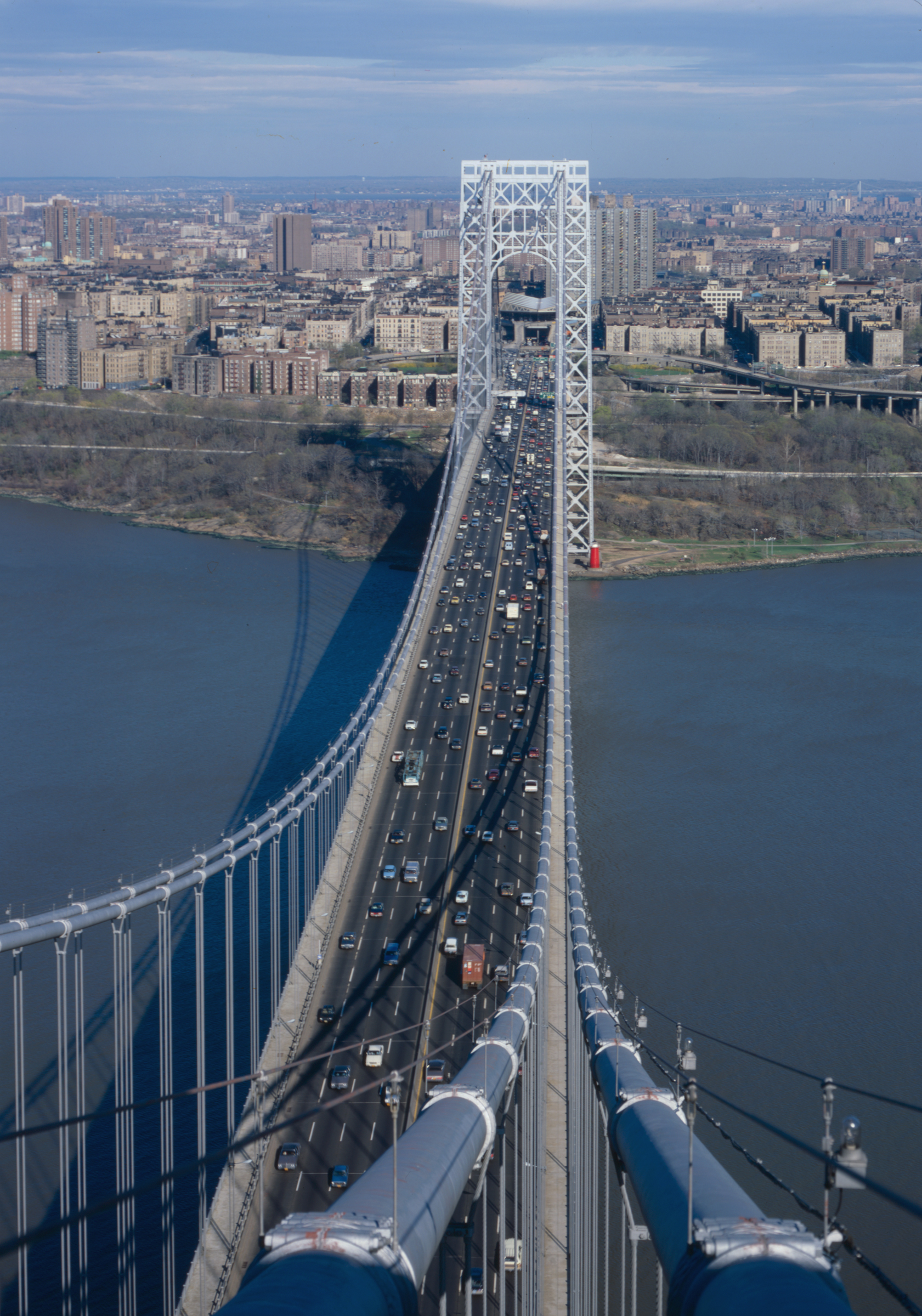
Washington Heights von der George Washington Bridge aus gesehen.

Der Stadtteil ist nach Fort Washington benannt, das auf dem höchsten natürlichen Punkt der Insel Manhattan als Verteidigungsanlage im Amerikanischen Unabhängigkeitskrieg errichtet wurde. Zu Washington Heights gehören die Viertel Fort George an der nördlichen Grenze zu Inwood und Hudson Heights, gelegen auf einem langgezogenen Plateau nahe am Hudson, das die höchste Erhebung von Manhattan bildet.
Die Bevölkerung besteht heute größtenteils aus Emigranten aus der Dominikanischen Republik. Das Quartier bietet preiswerteren Wohnraum und wird bei sozialem Aufstieg gerne verlassen. Es gibt auch Gegenden mit signifikanten jüdischen Bevölkerungsteilen.
Der repräsentativste Teil von Washington Heights ist das Viertel Hudson Heights. Es befindet sich am Hudson im Nordwesten des Stadtteils und besitzt seinen eigenen Charakter. In den 1930er Jahren zogen viele jüdische Deutsche und Österreicher hierher, die vor dem Nationalsozialismus geflohen waren – darunter auch Henry Kissinger. Ihre Zahl wurde in den 1940er Jahren auf rund 60.000 geschätzt. Diese Emigranten nannten das Viertel „Frankfurt-on-the-Hudson“, weil sehr viele Einwanderer aus Frankfurt am Main stammten, oder „Viertes Reich“ als ironische Antithese zu Hitlers „Drittem Reich“. In den 1960er und 1970er Jahren verließen viele weiße Einwohner das Viertel und zogen in die nahegelegenen Vororte, da die schwarze und lateinamerikanische Bevölkerung zunahm. Dominikanische Einwanderer  wurden in den 1980er Jahren trotz wirtschaftlicher Schwierigkeiten zur dominierenden Gruppe und führten das Viertel im 21. Jahrhundert zu seinem Status als bedeutendste dominikanische Gemeinde in den Vereinigten Staaten. Während die Kriminalität während der Crack-Kokain-Krise in den 1980er und 1990er Jahren zu ernsten Problemen führte, wurde Washington Heights in den 2000er Jahren zu einer viel sichereren Gemeinde und erlebte einen gewissen Aufstieg sowie eine Gentrifizierung.

## Demographie

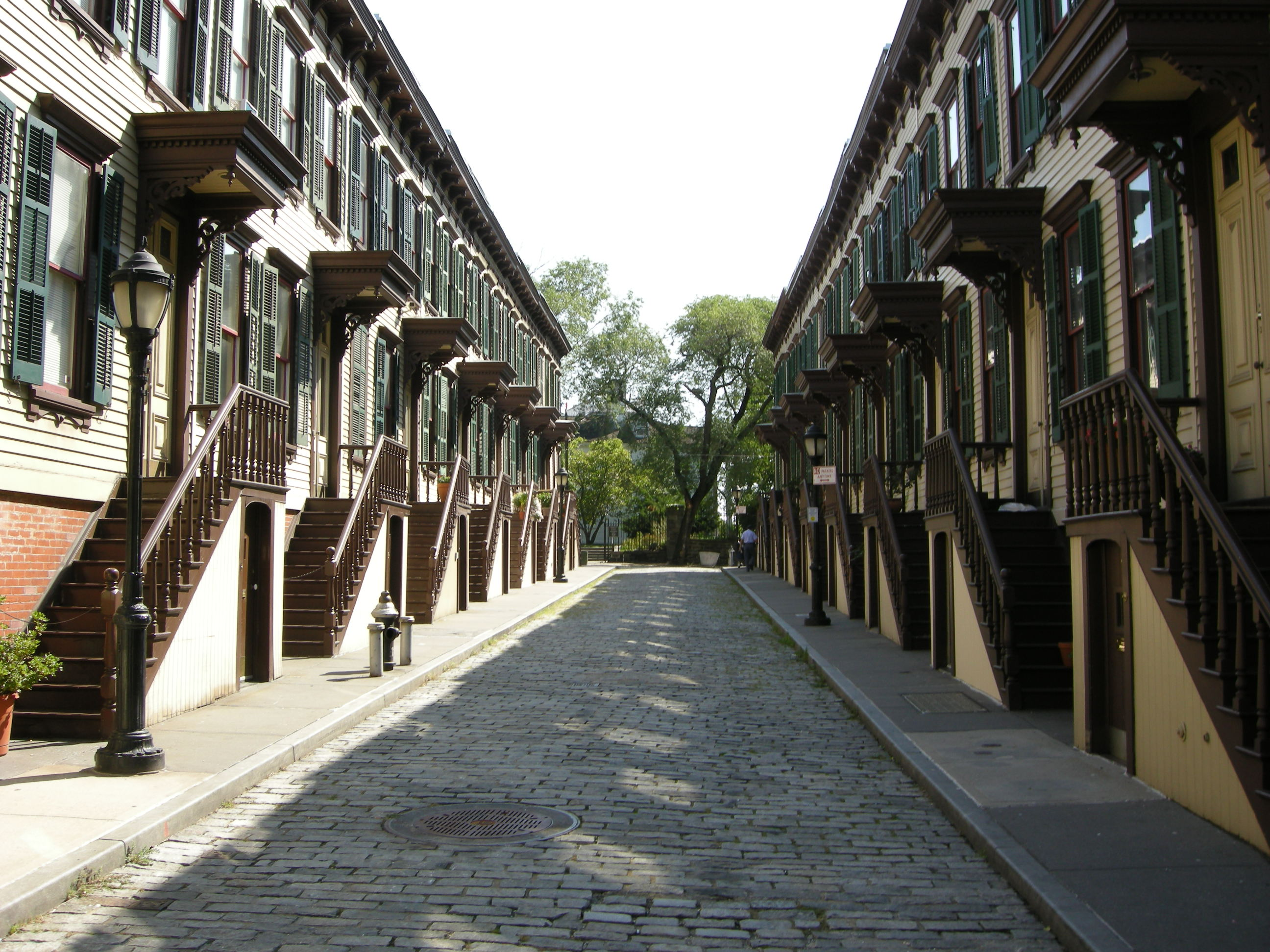
Sylvan Terrace im „Jumel Terrace Historic District“

Im Jahr 2020 hatte das United States Census Bureau die statistischen Zählbezirke (Areas und Tracts) neu konfiguriert. Somit sind die vor 2020 erzielten Daten meist nicht mehr mit den ab 2020 erhobenen Daten vergleichbar, des Weiteren sind die Zählbezirke Neighborhood Tabulations Area (NTA) und Census Tracts meist nicht deckungsgleich mit den genannten Stadtteilgrenzen. Da dies auch bei Washington Heights zutrifft, werden die Census Blocks als kleinste Einheit zur Berechnung verwendet.
In Washington Heights leben überwiegend Hispanics und Latinos mit einem Bevölkerungsanteil von rund 63 %; jeder fünfte Bewohner ist Weiß. Laut Volkszählung von 2020 betrug die Einwohnerzahl 151.128 bei einer Einwohnerdichte von rund 29.000 pro km². 2020 lebten hier 95.723 (63,3 %) Hispanics und Latinos, 31.236 (20,7 %) Weiße, 5.153 (3,4 %) Asiaten, 14.152 (9,4 %) Afroamerikaner, 1.414 (0,9 %) aus anderen Ethnien und 3.450 (2,3 %) aus zwei oder mehr Ethnien.

## Verkehr
Washington Heights hat Anschlüsse an die New York City Subway. Durch Hudson Heights und anschließend Richtung Amsterdam Avenue verläuft die Linie , die von Inwood durch Manhattan, Brooklyn und Queens nach Far Rockaway führt und die sieben Stationen Dyckman Street, 190th Street, 181th Street, 175th Street, 168th Street, 163th Street und 155th Street bedient. Ab der Station 168th Street verkehrt hier des Weiteren südwärts die Linie . Entlang der Saint Nicholas Avenue und dem Broadway verkehrt die Linie . Sie führt von der Bronx zur Station South Ferry am Fährterminal Staten Island Ferry Whitehall Terminal an der Südspitze von Manhattan und bedient im Viertel die Stationen Dyckman Street, 181th Street, 168th–Washington Heights und 158th Street.